# 근사록 (대전광역시 문화재자료)
근사록(近思錄)은 대전광역시 유성구 대전시립박물관에 있는 조선시대의 책이다. 2012년 6월 22일 대전광역시의 문화재자료 제58호로 지정되었다.

## 개요
｢근사록｣은 주희(1130-1200)와 여조겸(1137-1181)이 주렴계·정명도·정이천·장횡거 등 송조 명유들의 문장에서 학문의 중심문제들과 일상생활에 요긴한 부분들을 뽑아 공편한 것을 송조의 엽채가 집해한 것이다.
본 ｢근사록｣조선시대 초기의 활자인 임진자의 복각본이라는 점에서 성리학 연구에는 물론 서지학 연구에도 활용될 수 있는 귀중한 자료이다.

## 같이 보기
- 근사록

## 참고 문헌
- 근사록 - 국가유산청 국가유산포털